# Život je krásný (film, 1940)
Život je krásný je česká filmová komedie režiséra Ladislava Broma z roku 1940.

## Děj
Úspěšný spisovatel Jan Herold se seznámí s mladou malířkou Jarmilou Bendovou, která se nachází ve finanční a umělecké krizi. Potřebuje dokončit svůj poslední obraz, aby mohla uspořádat výstavu a získat peníze na zaplacení dluhů. Herold se do Jarmily zamiluje a rozhodne se jí pomoci. Přestrojí se za starého muže, aby jí mohl stát modelem, a také za věštce, kterým postraší jejího domácího, aby na ni nevyvíjel tlak kvůli nájemnému. Nakonec jí zařídí výstavu v prestižní galerii. I když Jarmila jeho převleky odhalí, nakonec si uvědomí, že ho má také ráda, a dá mu své city najevo.